# Катастрофа Ан-26 в Абу-аз-Зухурі
Катастрофа Ан-26 в Абу-аз-Зухурі — авіаційна катастрофа літака Ан-26 сирійських ВПС, що сталася в ніч з суботи 17 на неділю 18 січня 2015 року поблизу Абу-аз-Зухура (Сирія). Літак виконував політ з Дамаска, на його борту перебували сирійські військові. При виконанні заходу на посадку в умовах дощу і туману машина зачепила лінії електропередачі, врізалася в землю і повністю зруйнувалася. Загинули всі 37 осіб (зустрічаються дані про 35 загиблих).